# Kinango
Kinango – miasto w Kenii, w hrabstwie Kwale. W 2010 liczyło 8 947 mieszkańców.